# Скуби и Скрэппи-Ду
Скуби и Скрэппи-Ду (англ. Scooby-Doo and Scrappy-Doo) — американский мультсериал студии Hanna-Barbera Productions, выпущенный в 1979 году. Четвёртый сериал о Скуби-Ду.

## Сюжет
Главные герои сериала — пёс Скуби-Ду и его племянник Скрэппи. До этого Скуби был уже популярным в сериале «Скуби-Ду, где ты!». Героев, в основном, четверо: Скуби, Шэгги, Скрэппи и какой-нибудь монстр. Смысл мультсериала заключается в том, что когда приходит чудище, Скуби и Шэгги пытаются спасаться бегством, просто им этого не даёт Скрэппи: его тянет подраться, но он такой маленький и беспомощный, что Скуби и Шэгги приходится спасать не только самих себя, но и непутёвого щенка.
Во втором сезоне команда «Корпорация „Тайна“» дополняется до полного состава, и теперь инициативность Скрэппи становится более полезной.

## В ролях
| Актёр         | Роль                         |
| ------------- | ---------------------------- |
| Дон Мессик    | Скуби-Ду                     |
| Ленни Вайнриб | Скрэппи-Ду                   |
| Кейси Кейсем  | Шэгги Роджерс                |
| Хизер Норт    | Дафна Блейк                  |
| Фрэнк Уэлкер  | Фред Джонс                   |
| Пэт Стивенс   | Велма Динкли (эпизоды 1—11)  |
| Марла Фрамкин | Велма Динкли (эпизоды 12—16) |

## Эпизоды
| №  | Название                                                                              | Показ в США      |
| -- | ------------------------------------------------------------------------------------- | ---------------- |
| 1  | «Скарабей жив!» «The Scarab Lives!»                                                   | 22 сентября 1979 |
| 2  | «Вурдалак в стране чудес» «The Night Ghoul of Wonderworld»                            | 29 сентября 1979 |
| 3  | «Скуби налаживает контакты с пришельцами» «Strange Encounters of a Scooby Kind»       | 6 октября 1979   |
| 4  | «Неоновый фантом» «The Neon Phantom of the Roller Disco!»                             | 13 октября 1979  |
| 5  | «Дрожите, трепещите, от демона-змея спасите» «Shiver and Shake, That Demon’s a Snake» | 20 октября 1979  |
| 6  | «Небесный скелет» «The Scary Sky Skeleton»                                            | 27 октября 1979  |
| 7  | «Демон-дракон» «The Demon of the Dugout»                                              | 3 ноября 1979    |
| 8  | «Демон-медведь наводит ужас»» «The Hairy Scare of the Devil Bear»                     | 10 ноября 1979   |
| 9  | «20 000 воплей из под воды» «Twenty Thousand Screams Under the Sea»                   | 17 ноября 1979   |
| 10 | «Леди-вампир из Сан-Франциско» «I Left My Neck in San Francisco»                      | 24 ноября 1979   |
| 11 | «Встреча со звездным пришельцем» «When You Wish Upon a Star Creature»                 | 1 декабря 1979   |
| 12 | «Вурдалаки, монстры и летучие мыши» «The Ghoul, the Bat and the Ugly»                 | 8 декабря 1979   |
| 13 | «Ужас в горах» «Rocky Mountain Yiiiii!»                                               | 15 декабря 1979  |
| 14 | «Проклятие чародея» «The Sorcerer’s a Menace»                                         | 22 декабря 1979  |
| 15 | «Закрывайте двери, Минотавр идет!» «Lock the Door, It’s a Minotaur!»                  | 29 декабря 1979  |
| 16 | «Выкуп за Скуби-Ду» «The Ransom of Scooby Chief»                                      | 5 января 1980    |